# Pholeomyia decorior
Pholeomyia decorior är en tvåvingeart som beskrevs av Steyskal 1943. Pholeomyia decorior ingår i släktet Pholeomyia och familjen sprickflugor. Inga underarter finns listade i Catalogue of Life.